# 介晓磊
介晓磊（1963年11月—），男，汉族，河南临颍人。1984年7月参加工作，1989年1月加入中国共产党，研究生学历，理学博士，教授。中华人民共和国农业学者。

## 简历
1984年毕业于河南农业大学并留校任教，曾任河南农大研究生处处长，在职期间，取得华中农业大学土壤学专业博士学位。2003年底，转任郑州牧业工程高等专科学校校长；2010年10月，任黄淮学院院长；2015年9月，任商丘师范学院党委书记。2020年6月，回到河南农业大学，出任正校级副校长。2021年4月，转正成为校长。
2024年1月30日，河南省人民政府免去介晓磊的河南农业大学校长。
介晓磊长期从事小麦、烟草所生长的土壤条件及营养调控方面的教研和管理工作，曾发表论文200余篇，承担国家和省农业领域的科技攻关项目近20项，其中获国家部委科技成果奖1项、省科学技术进步奖5项、省教学成果特等奖2项、国家发明专利4项。 